# Stilbella annulata
Stilbella annulata är en svampart som först beskrevs av Berk. & M.A. Curtis, och fick sitt nu gällande namn av Seifert 1985. Stilbella annulata ingår i släktet Stilbella, ordningen köttkärnsvampar, klassen Sordariomycetes, divisionen sporsäcksvampar och riket svampar.   Inga underarter finns listade i Catalogue of Life.